# Buckel-Tramete
Die Buckel-Tramete (Trametes gibbosa) ist eine Pilzart aus der Familie der Stielporlingsverwandten.

## Merkmale

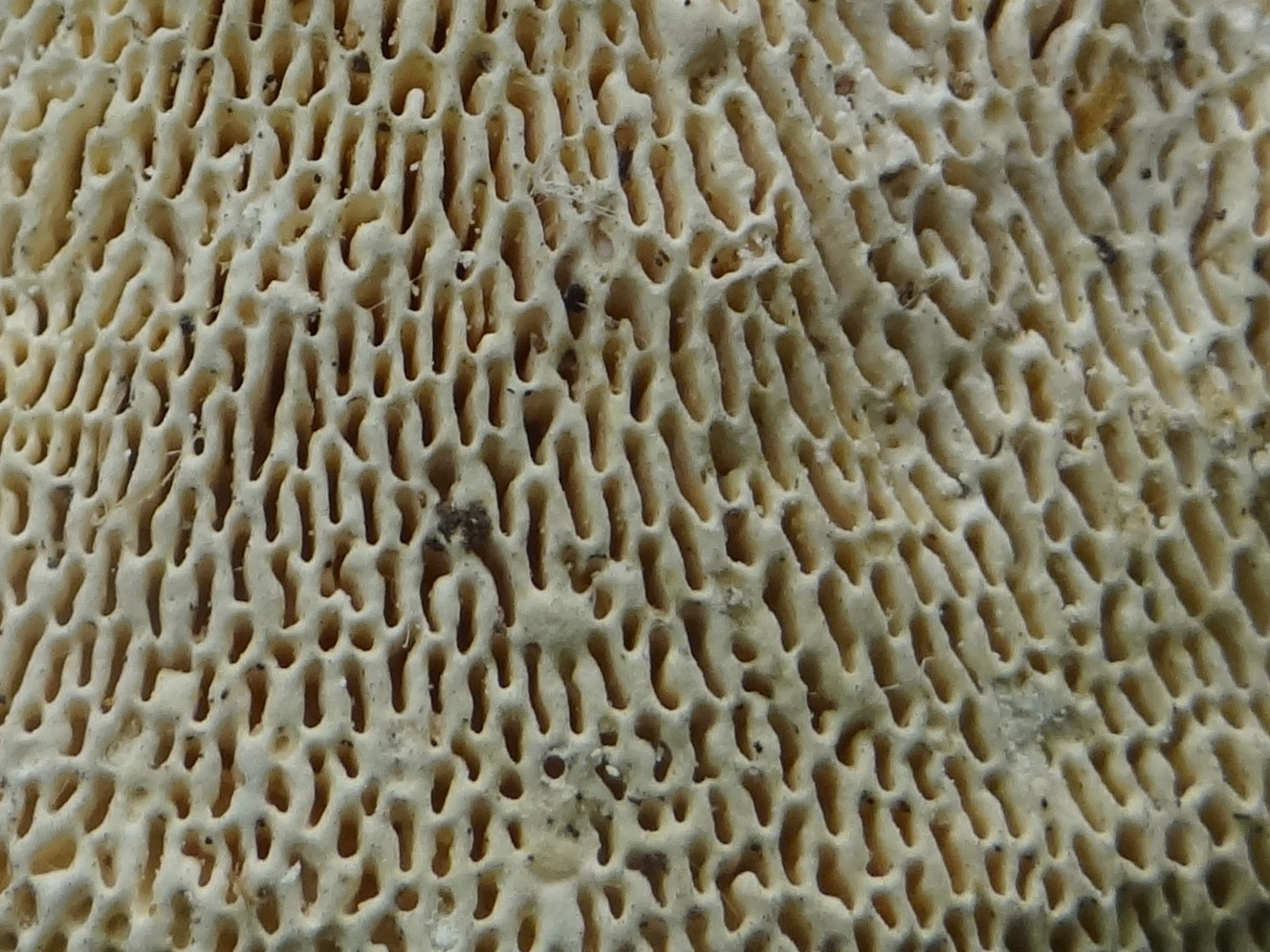
Typisch für die Buckel-Tramete sind längliche, geschlitzte Poren auf der Hutunterseite der Fruchtkörper.

### Makroskopische Merkmale
Die Buckeltramete bildet 5–15 cm, in manchen Fällen auch bis 20 cm breite, creme- bis grauweißliche Fruchtkörper, die fächer- oder konsolenförmig am Substrat stehen und oft an der Anwachsstelle buckelartig verdickt sind. Die Oberfläche ist feinsamtig und gezont, oft ist sie durch Algenbewuchs grünlich gefärbt. Die nicht vom Trama ablösbare Röhrenschicht ist weißlich, die Poren sind länglich gestreckt und 0,5–1,0 mm breit. Die Buckeltramete kann sehr vielgestaltig auftreten, insbesondere die namensgebende Verdickung an der Anwachsstelle muss nicht immer deutlich ausgeprägt sein. Die länglichen Poren unterscheiden die Art gut von ähnlichen Pilzen. Das Fleisch ist zäh und kompakt, beim Trocknen wird es steinhart. Die Farbe des Sporenpulvers ist cremeweiß.

### Mikroskopische Merkmale
Die Sporen sind schmal, 1,5–5 µm groß, ellipsoid bis zylindrisch geformt, ohne Keimporus und inamyloid. Die Trama besteht aus trimitischen Hyphen, d. h., es kommen generative Hyphen, Bindehyphen und Skeletthyphen vor. Schnallenbildung kommt vor, es gibt spindelförmige, dünnwandige Zystiden von 15–20 µm Länge.

## Ökologie und Phänologie

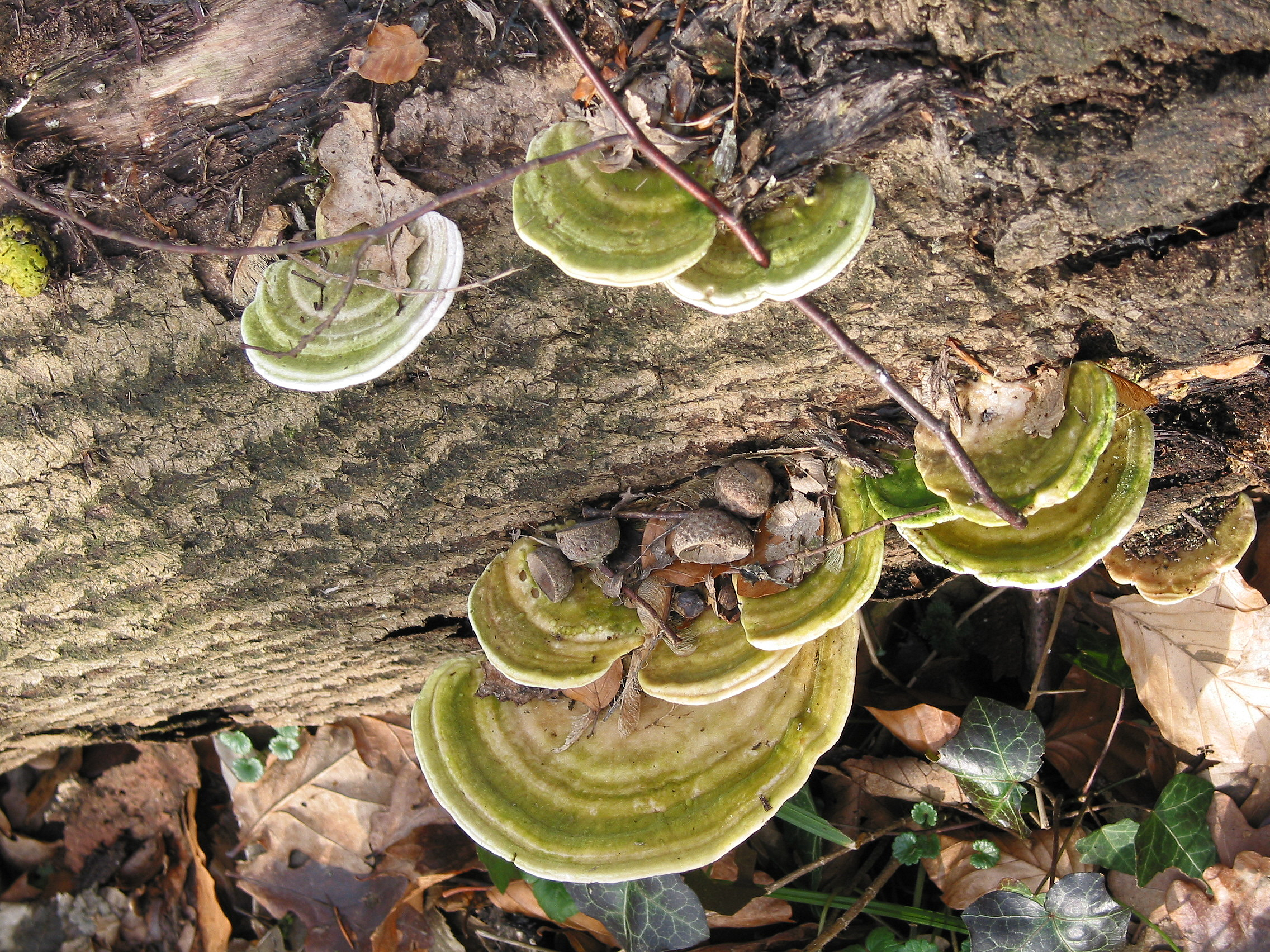
Die Buckel-Tramete wächst auf Edellaubhölzern, wie hier auf einem Eichenstamm.

Die Buckel-Tramete kommt vor allem in Buchenwäldern vor, daneben in Eichen- und Edellaubholzwäldern, sowie in bodenfeuchten Auengebieten. Seltener ist sie außerhalb geschlossener Wälder anzutreffen. Die Buckel-Tramete ist ein saprobiontischer Holzbewohner, der an Stümpfen und liegenden, dickeren Laubholzstämmen vorkommt und dort eine Weißfäule erzeugt, seltener werden auch noch stehende Stämme besiedelt. Gerne wächst sie an Buche, kommt aber auch an anderen Laubhölzern nicht selten vor, der Befall von Nadelholz ist sehr selten. Insgesamt wird im Süden des europäischen Verbreitungsgebietes ein breites Spektrum an Laubhölzern besiedelt, während nach Norden zu die Rotbuche immer mehr bevorzugt wird, bis sie zum einzigen Substrat wird.
Die Fruchtkörper sind ganzjährig zu finden.

## Verbreitung
Die Buckel-Tramete ist in Europa und Asien (bis China, Korea, Japan, südlich bis Indien) verbreitet, in Europa deckt sich ihr Verbreitungsgebiet im Süden, Norden und Westen mit dem der Rotbuche, lediglich in Osteuropa geht sie deutlich darüber hinaus. Nördlich werden auf den Hebriden noch gepflanzte Buchenbestände besiedelt. In Deutschland ist die Art überall verbreitet und nur in Trocken- und reinen Nadelwaldgebieten seltener zu finden.

## Bedeutung
Die Buckel-Tramete ist kein Speisepilz, als Holzschädling tritt sie kaum in Erscheinung.
Wie auch andere Trameten wird die Art bisweilen als Vitalpilz genutzt.